# Đá vôi bùn

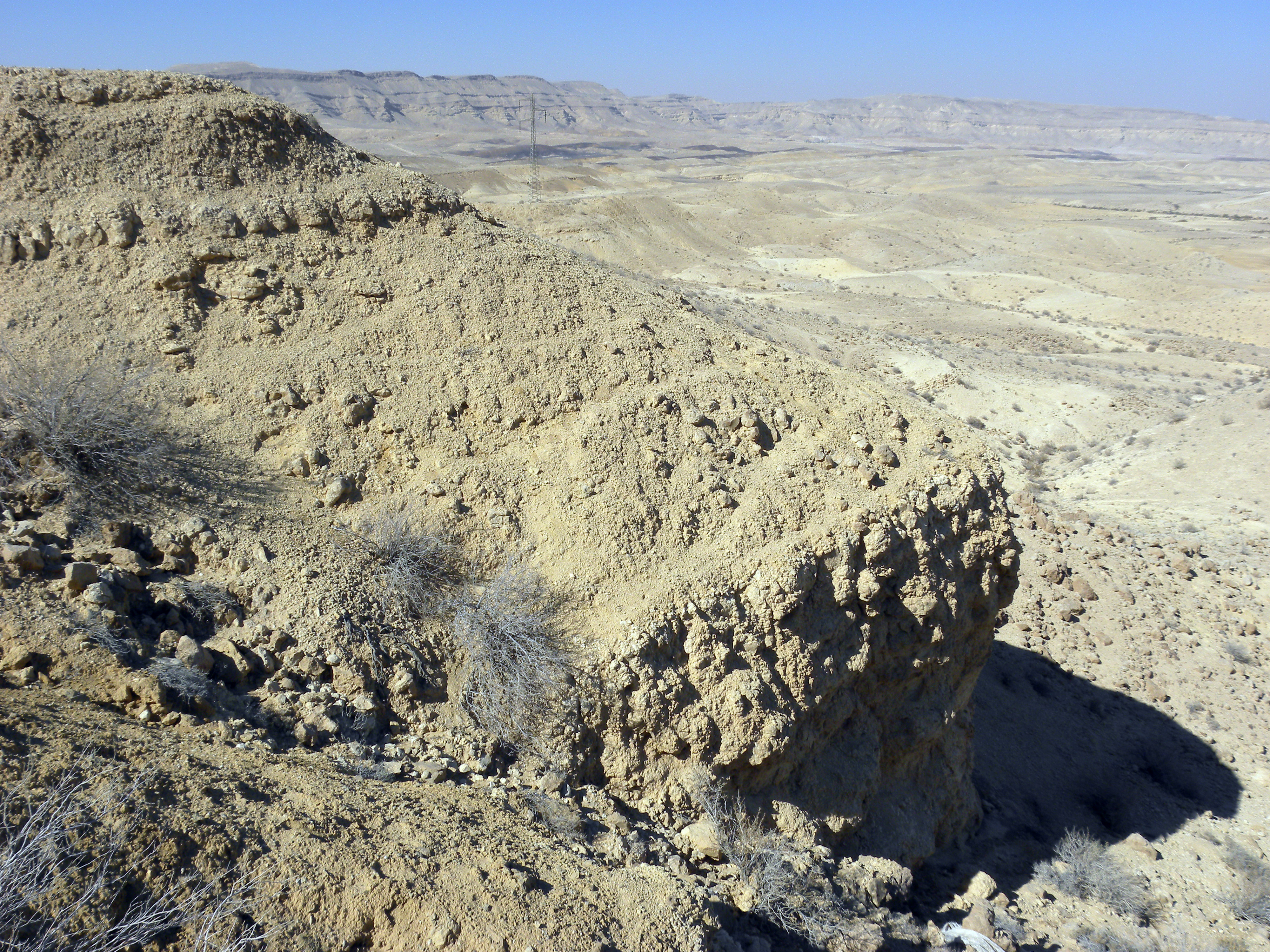
Điểm lộ đá sét vôi của hệ tầng Matmor (tuổi Jura) miền nam Israel.

Đá sét vôi, đá bùn vôi, đá phấn hồ hay đá mac-nơ (phiên âm từ tiếng Anh marl/marlstone) là một loại calci cacbonat hay đá bùn giàu vôi, loại đá chứa một lượng lớn sét và aragonit có thành phần thay đổi. Đá vôi bùn ban đầu được dùng để chỉ nhiều loại vật liệu khác nhau, phần lớn là đề cập đến đất kém chặt có thành phần chủ yếu là khoáng vật sét và calci cacbonat, được hình thành trong môi trường nước ngọt; thông thường đất này chứa khoảng 35-65% sét và 65-35% cacbonat. Ngày nay thuật ngữ này được dùng để mô tả các loại trầm tích biển và trầm tích hồ đã chai cứng gần giống với đá vôi bùn. Đá vôi bùn gọi chính xác hơn là đá vôi chứa sét. Nó có vết vỡ dạng nửa vỏ sò, và khó tách ra hơn đá phiến sét. Thuật ngữ marl được sử dụng rộng rãi trong ngành địa chất sử dụng tiếng Anh, trong khi đó thuật ngữ mergel và seekreide (tiếng Đức có nghĩa là "đá phấn hồ") được sử dụng ở châu Âu.

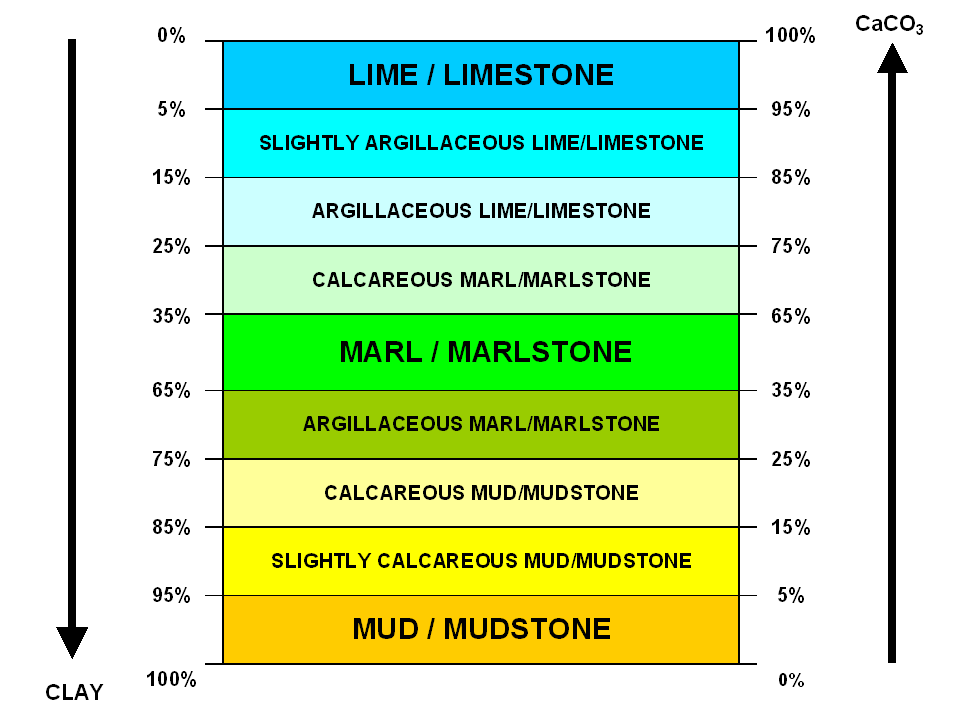
Sơ đồ thể hiện các kiểu đá chuyển tiếp từ bùn/đá bùn (màu da cam) tới vôi/đá vôi (màu xanh lam nhạt), minh họa cho định nghĩa về đá vôi bùn/đá bùn vôi (màu xanh lục) như là hỗn hợp của calci cacbonat và khoáng vật sét.

Các đơn vị địa tầng nằm bên dưới của vách núi Dover cấu tạo bởi đá phấn bao gồm một loạt đá vôi bùn glauconit theo sau là đá vôi phân dải có tính nhịp và các lớp đá vôi bùn. Các loạt có tính chu kỳ tuổi Creta thượng ở Đức và tầng Tortona-Messina giàu đá vôi bùn–opal ở bồn trũng Sorbas liên quan đến sự dao động mực nước biển nhiều lần tương ứng với chu kỳ Milankovitch.
Đá vôi bùn ở dạng trầm tích hồ phổ biến trong các trầm tích đáy của hồ băng cổ, và thường được tìm thấy nằm bên dưới đầm lầy. Nó thường được dùng làm chất trung hòa độ axit trong đất.